# Zef Kolombi
Zef Kolombi (Szarajevó, 1907. március 9. – Shkodra, 1949. január 23.) albán festőművész, grafikus, a 20. század első felének jelentős képzőművésze.

## Életútja
Szarajevóban született shkodrai származású albán apa és szlovén anya gyermekeként. Szülei gyermekkorában meghaltak, ezt követően apai nagyanyja nevelte fel Shkodrában.
1926-ban fordult érdeklődése a művészetek felé, ekkor készültek első ismert festményei. Iskolái elvégzését követően, 1929-ben Hilë Mosi közbenjárására állami ösztöndíjat nyert el, és megkezdte művészeti tanulmányait a római Szépművészeti Akadémián. 1933-ban, tanulmányai végeztével visszatért hazájába, és az elbasani Tanítóképezde művészettanára lett. 1941-ben hazatért Shkodrába.

## Munkássága
Kolombi a 20. század első felében alkotó albán festőnemzedék egyik legjelesebb tagja volt, az 1940-es években tevékenysége nyomán Shkodra az albán képzőművészet egyik központja volt. Életművéből mintegy ötven festmény és grafika maradt fenn, elsősorban portrékat, tájképeket és csendéleteket festett. Olajképeit egyfajta sajátságos melankólia járja át, a finom ecsetvonásokkal kidolgozott témák egyike-másika szinte áttetsző, éteri színkezeléssel jelenik meg a kompozícióban. Különösen gyümölcscsendéleteiben fejlesztette tökéletességre azt a sajátosan rá jellemző festői technikát.